# Acacia hendersonii
Acacia hendersonii é uma espécie de leguminosa do gênero Acacia, pertencente à família Fabaceae.